# فن دريتون (كامبريدجشير)
فن دريتون (بالإنجليزية: Fen Drayton)‏ هي قرية و أبرشية مدنية تقع في المملكة المتحدة في إنجلترا. يقدر عدد سكانها بـ 827 نسمة .